# Resolutie 421 Veiligheidsraad Verenigde Naties
Resolutie 419 van de Veiligheidsraad van de Verenigde Naties werd op 9 december 1977 unaniem aangenomen.

## Inhoud
De Veiligheidsraad:
- Herinnert aan resolutie 418, die besloot dat het verwerven van wapens door Zuid-Afrika de internationale vrede en veiligheid bedreigt.
- Denkt aan de nood aan geschikte processen om de uitvoering van resolutie 418 op te volgen.
- Merkt op dat hij aan de secretaris-generaal vroeg over de uitvoering van resolutie 418 te rapporteren.

1. Beslist een comité van alle leden van de Veiligheidsraad op te richten om:
a. De rapporten over de vooruitgang in de uitvoering van resolutie 418 van de Secretaris-Generaal te bestuderen.
b. Manieren te zoeken om het opgelegde wapenembargo tegen Zuid-Afrika effectiever te maken.
c. Informatie te bekomen van alle landen over hun acties om resolutie 418 uit te voeren.
2. Roept alle landen op om voluit samen te werken met het comité.
3. Vraagt de Secretaris-Generaal het comité bij te staan, inclusief met personeel.

## Verwante resoluties
- Resolutie 417 Veiligheidsraad Verenigde Naties
- Resolutie 418 Veiligheidsraad Verenigde Naties
- Resolutie 473 Veiligheidsraad Verenigde Naties
- Resolutie 503 Veiligheidsraad Verenigde Naties

Lijst ·  403 ·  404 ·  405 ·  406 ·  407 ·  408 ·  409 ·  410 ·  411 ·  412 ·  413 ·  414 ·  415 ·  416 ·  417 ·  418 ·  419 ·  420 ·  421 ·  422